# Nic Moore
Nicholas "Nic" Moore (Winona Lake, Indiana, 1 de julio de 1992) es un jugador de baloncesto estadounidense que actualmente juega en el MKS Dąbrowa Górnicza de la PLK. Con 1,75 metros de estatura, juega en la posición de base.

## Trayectoria deportiva

### Universidad
Jugó una temporada con los Redbirds de la Universidad Estatal de Illinois, en las que promedió 10,0 puntos, 2,3 rebotes y 3,9 asistencias por partido. Esa temporada fue incluido en el mejor quinteto freshman de la Missouri Valley Conference.
Fue transferido a los Mustangs de la Universidad Metodista del Sur para jugar a las órdenes de Larry Brown, donde, tras cumplir el preceptivo año en blanco que impone la NCAA, jugó tres temporadas más, en las que promedió 14,6 puntos, 5,1 asistencias y 2,6 rebotes por partido, siendo incluido en todas ellas en el mejor quinteto de la American Athletic Conference, y elegido en 2015 y 2016 jugador del año de la conferencia.

### Profesional
Tras no ser elegido en el Draft de la NBA de 2016, jugó las Ligas de Verano de la NBA con los Miami Heat, promediando 3,4 puntos y 1,9 asistencias en diez partidos que disputó. En el mes de julio fichó por el Enel Brindisi de la Lega Basket Serie A italiana. En su primera temporada promedió 12,7 puntos, 2,6 rebotes y 4,2 asistencias por partido.
En julio de 2017 fichó por el Nanterre 92 de la Pro A francesa.
En la temporada 2020-21, juega en las filas del Sport Lisboa e Benfica, en el que disputa 15 partidos en la LPB, promediando 7,67 puntos por encuentro.
El 29 de julio de 2021, firma por el MKS Dąbrowa Górnicza de la PLK.ref>parlons-basket.com Nic Moore signing with MKS Dabrowa Gornicza, consultado en julio de 2021</ref>

### Selección nacional
Disputó con la Estados Unidos la Universiada de 2015 en Gwangju, China, con un equipo formado básicamente por jugadores de los Kansas Jayhawks. Lograron la medalla de oro, y Moore promedió 6,8 puntos y 3,0 rebotes por partido.